# Drapeau de la Tchoukotka
Le drapeau de la Tchoukotka (en russe : флаг Чукотского автономного округа) est le drapeau d'état et le pavillon d'état du district autonome de Tchoukotka. Le drapeau actuel du district remonte à décembre 1991 sous le mandat du premier gouverneur de la région Aleksandr Nazarov.

Drapeau de la Tchoukotka de 1994 à 1997

## Union soviétique

Drapeau de la République socialiste fédérative soviétique de Russie (1954-1991) - ratio 1:2

Mais avec l'arrivée des bolcheviks au pouvoir et la création de l'Union des républiques socialistes soviétiques, la Russie, de 1921 à 1991, avait un drapeau rouge avec la faucille et le marteau avec une étoile couleur or au-dessus. Le drapeau soviétique inspira de nombreux pays communistes comme la Chine, la Corée du nord, la Yougoslavie et la RDA.
Le drapeau tricolore, associé au pouvoir impérial et aux armées blanches, continua à être employé de façon marginale par l’émigration blanche.